# Lagenorhynchus cruciger

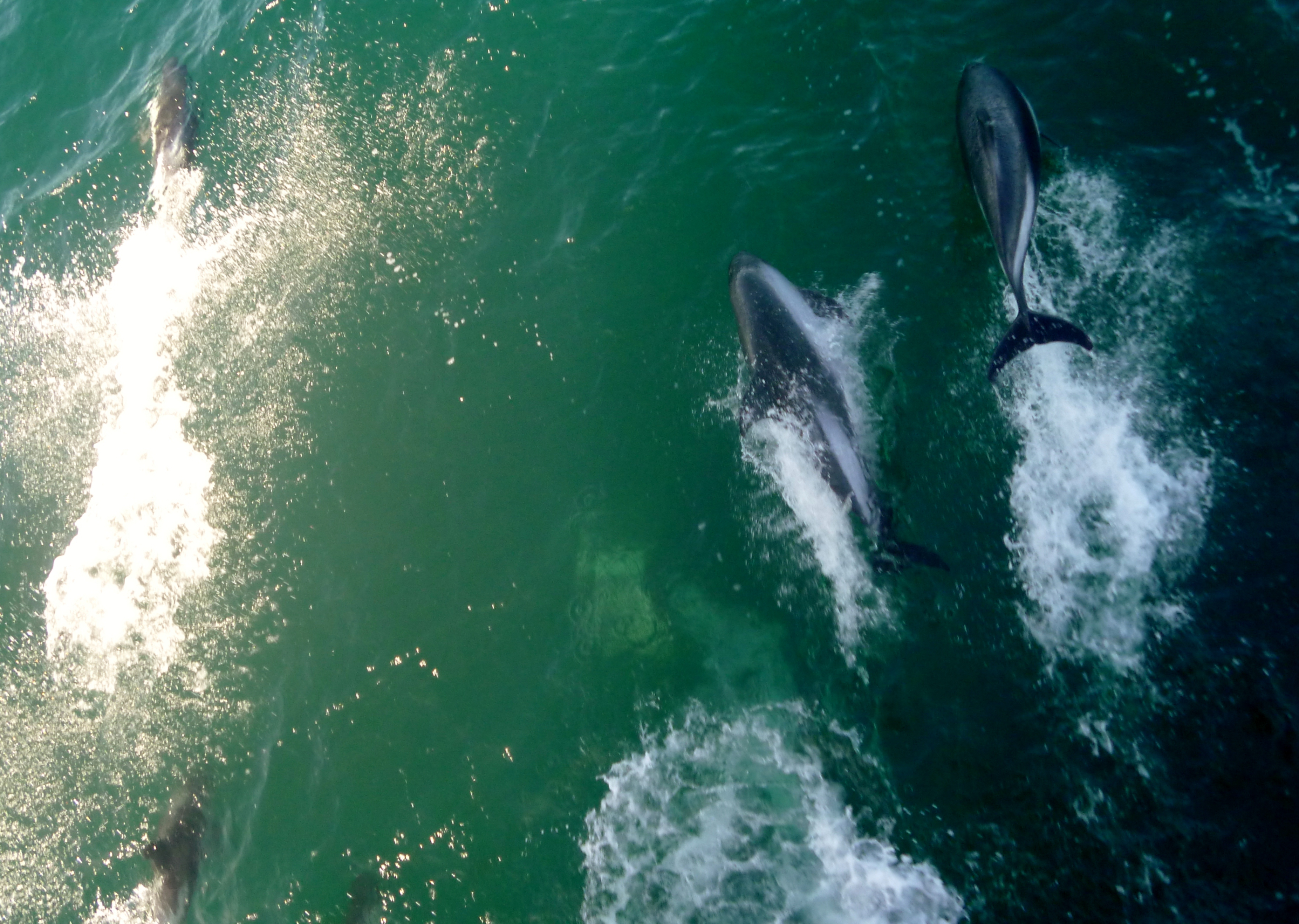
Delfines cruzados avistados en el Estrecho de Le Maire, Argentina. 2013. (Ph: Diego Gallotti)

El delfín cruzado (Lagenorhynchus cruciger) es una especie de cetáceo odontoceto de la familia Delphinidae. Es un pequeño delfín se encuentra en aguas antárticas y subantárticas.
Históricamente ha sido rara vez visto. Se identificó por primera vez como nueva especie por Quoy y Gaimard en 1824 a partir de un dibujo realizado en el Pacífico Sur en 1820.
A pesar de décadas de la cacería de ballenas en el Océano Austral, sólo tres especímenes se habían capturado hasta 1960 para estudios científicos. Incluso hoy en día se cuenta con sólo 6 especímenes completos y 14 parciales.
A pesar de que tradicionalmente se coloca en el género Lagenorhynchus, los últimos análisis de ADN indican que se encuentra bastante relacionado con el género Cephalorhynchus.
El nombre específico, cruciger, proviene del latín "transversal". Esto se refiere a la zona de color negro en el cuerpo, que, visto desde arriba, vagamente se asemeja a una cruz de Malta o la cruz pattée.  

## Descripción
De color blanco y negro, fue coloquialmente conocido por los balleneros como la "vaca marina". En cada flanco hay una mancha blanca en la parte craneal, por encima del hocico, los ojos y la aleta pectoral, y una segunda mancha en la parte caudal del delfín. Estas dos zonas están conectadas por una delgada franja de color blanco, que recuerdan vagamente la forma de un reloj de arena. Los adultos pueden medir alrededor de 1,8 m, y pesar unos 90 a 120 kg.

## Población y distribución
Había cerca de la región antártica, hasta unos 45° S. Corresponde al más meridional de los delfines. Hay avistamientos confirmados en los 36° S en el Océano Atlántico Sur y 33° S, cerca de Valparaíso, Chile, en el Océano Pacífico.
Recientes estudios estiman al menos unos 140 000 ejemplares.